# Alfonse M. D’Amato
Alfonse M. D'Amato (Brooklyn, 1937. augusztus 1. –) az Amerikai Egyesült Államok szenátora (New York, 1981–1999).